# Vaufrey

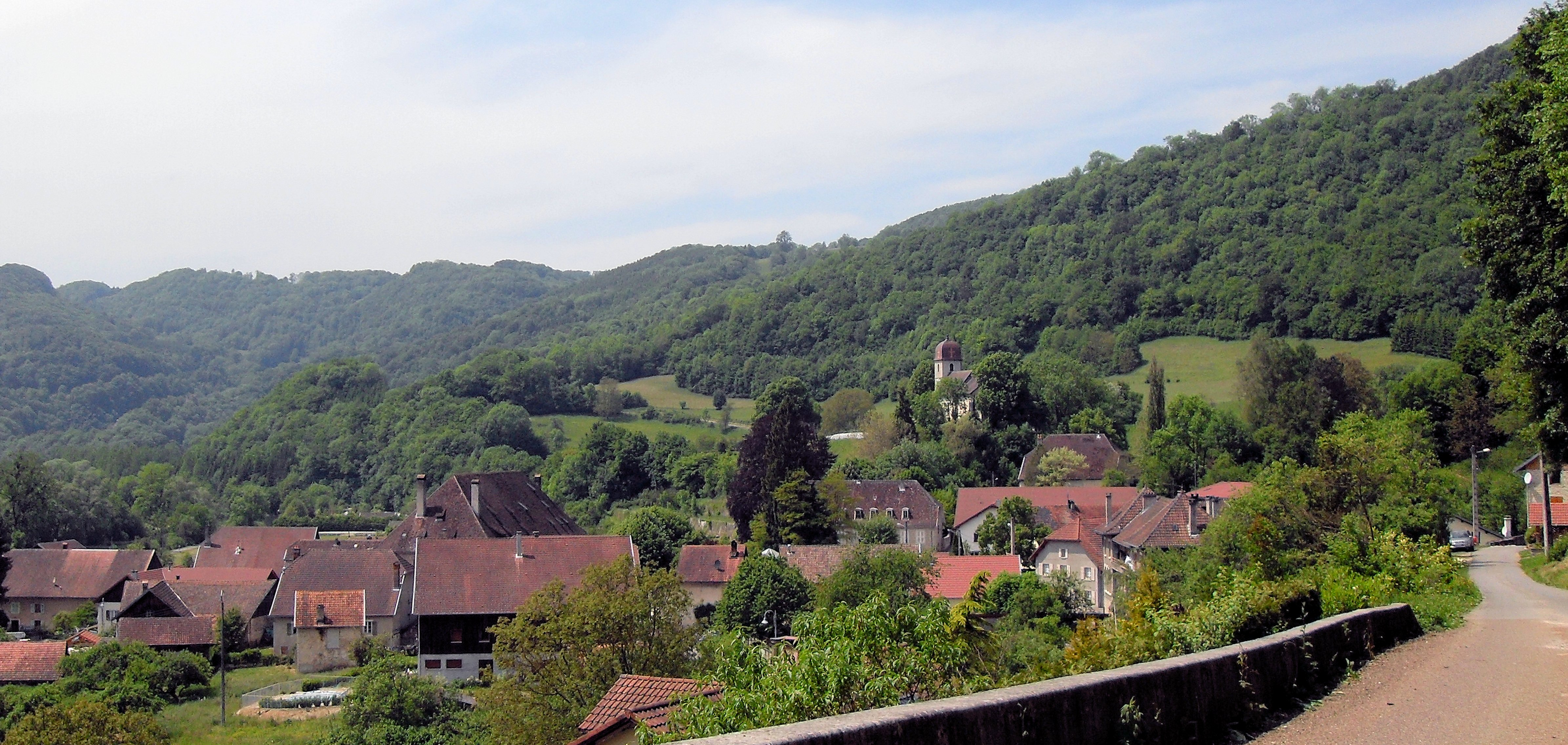

Vaufrey is een gemeente in het Franse departement Doubs (regio Bourgogne-Franche-Comté) en telt 162 inwoners (1999). De plaats maakt deel uit van het arrondissement Montbéliard.

## Geografie
De oppervlakte van Vaufrey bedraagt 9,2 km², de bevolkingsdichtheid is 17,6 inwoners per km². De gemeente grenst in het noorden aan Zwitserland.
De onderstaande kaart toont de ligging van Vaufrey met de belangrijkste infrastructuur en aangrenzende gemeenten.

## Demografie
Onderstaande figuur toont het verloop van het inwonertal (bron: INSEE-tellingen).